# Jankuny (rejon solecznicki)
Jankuny (lit. Jankūnai) − wieś na Litwie, w gminie rejonowej Soleczniki, 4 km na południowy wschód od Kamionki, zamieszkana przez 25 ludzi. Przed II wojną światową w Polsce, w powiecie wileńsko-trockim województwa wileńskiego.